# کم برگس
کم برگس (انگلیسی: Cam Burgess; ۲۱ سپتامبر ۱۹۱۹ – سپتامبر ۱۹۷۸ (aged 58–59)) بازیکن فوتبال اهل بریتانیا بود.
از باشگاه‌هایی که در آن بازی کرده‌است می‌توان به باشگاه فوتبال کریستال پالاس، باشگاه فوتبال یورک سیتی، و باشگاه فوتبال بولتون واندررز اشاره کرد.